# バルディネート
バルディネート(イタリア語: Bardineto)は、イタリア共和国リグーリア州サヴォーナ県にある、人口約800人の基礎自治体（コムーネ）。

## 地理

### 位置・広がり

#### 隣接コムーネ
隣接するコムーネは以下の通り。括弧内のCNはクーネオ県所属を示す。
- ボイッサーノ
- カリッツァーノ
- カステルヴェッキオ・ディ・ロッカ・バルベーナ
- ガレッシオ (CN)
- ジュステーニチェ
- ロアーノ
- マリオーロ
- ピエトラ・リーグレ
- トイラーノ

### 地震分類
イタリアの地震リスク階級 (it) では、3 に分類される
。